# Chevrolet Blazer (2018)

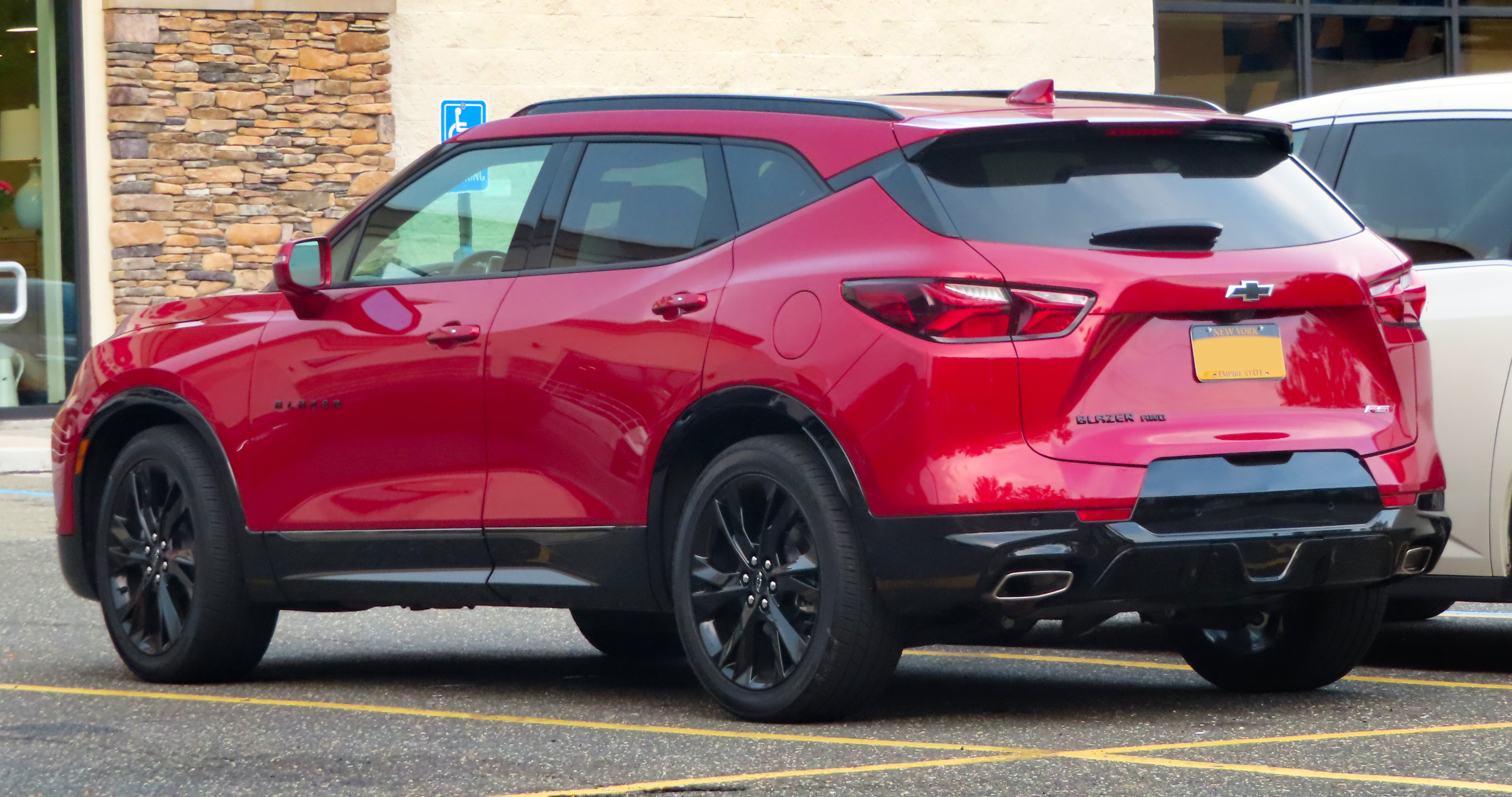
Heckansicht

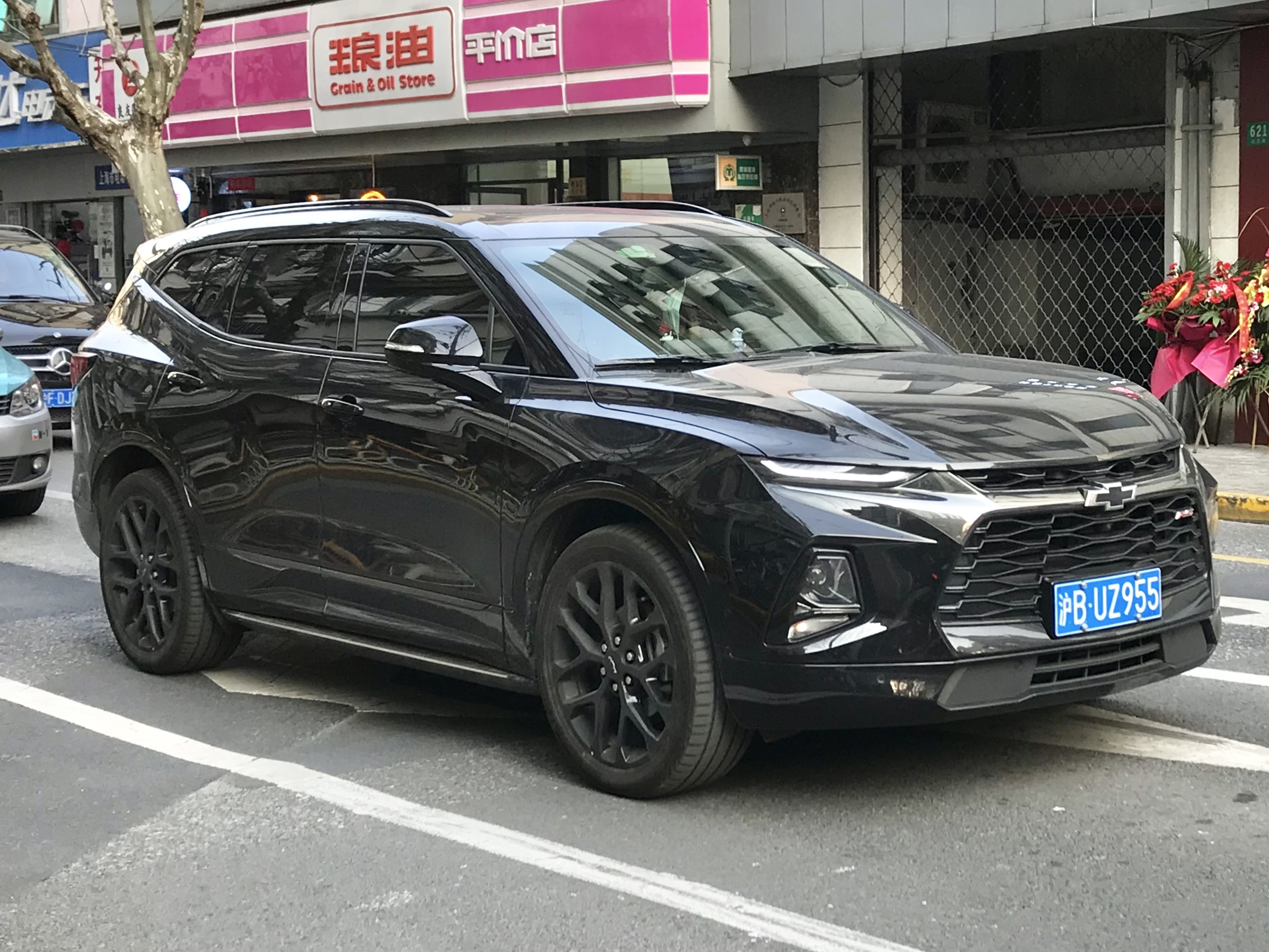
Chevrolet Blazer (China)

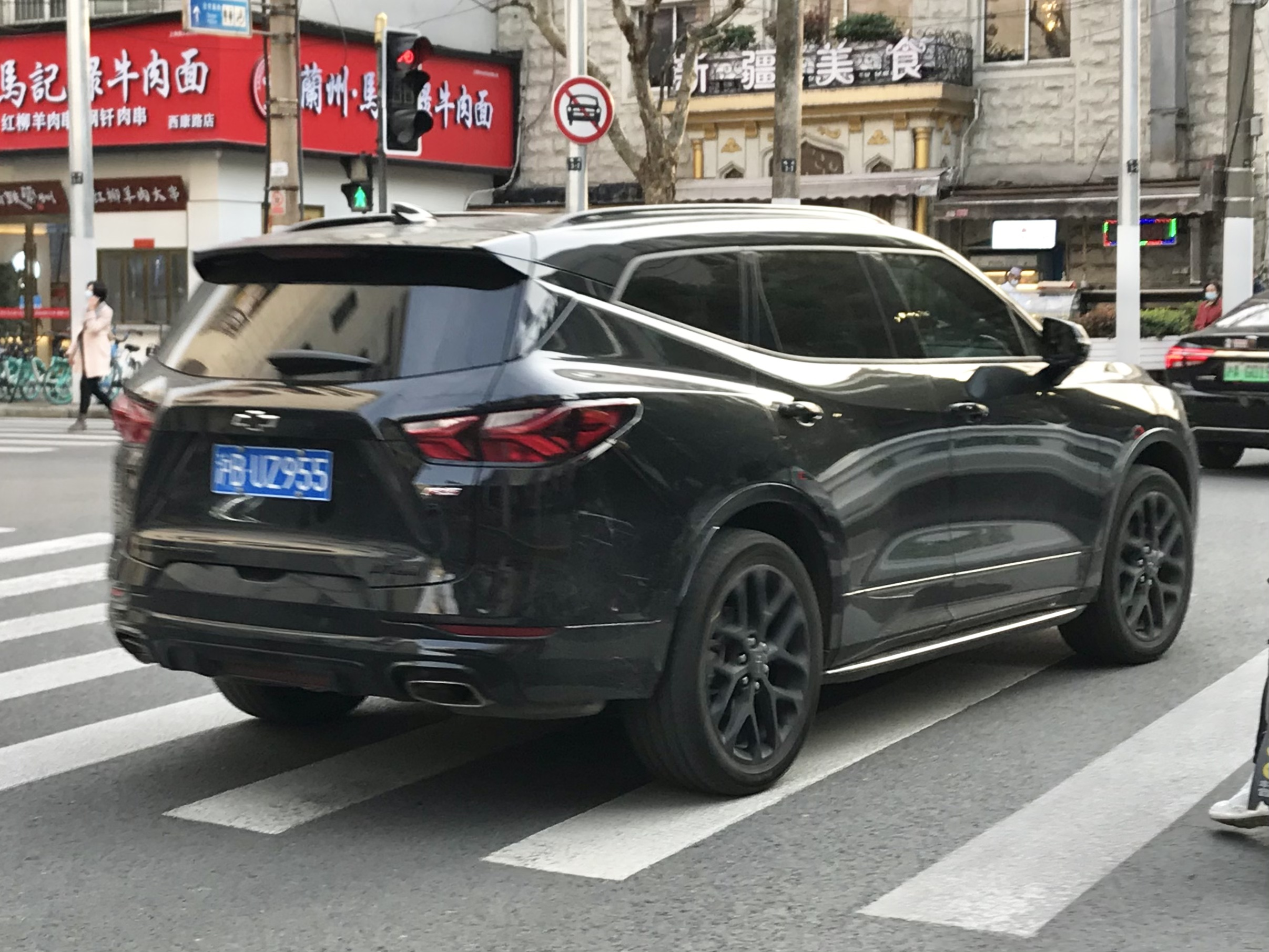
Heckansicht

Der Chevrolet Blazer ist ein Sport Utility Vehicle der zu General Motors gehörenden Marke Chevrolet.

## Geschichte
Der Name des Fahrzeugs geht auf den ab 1969 gebauten Chevrolet Blazer zurück. Vorgestellt wurde der neue Blazer als Fünfsitzer für den nordamerikanischen Markt im Juni 2018. Er ist zwischen dem Chevrolet Equinox und dem Chevrolet Traverse positioniert. Mit dem Cadillac XT5 und dem GMC Acadia teilt er sich die Technik. Die Produktion erfolgt seit Dezember 2018 im mexikanischen Ramos Arizpe. Für das Modelljahr 2023 präsentierte Chevrolet im Februar 2022 eine überarbeitete Version des Blazer. Die chinesische Version wurde im Juli 2022 überarbeitet.
In China wird der Blazer nur in einer siebensitzigen, rund 14 Zentimeter längeren Version angeboten. Diese wird vor Ort von SAIC General Motors in Shanghai gefertigt und teilt sich die Technik mit dem Buick Enclave C1UB und dem Cadillac XT6. Vorgestellt wurde diese Variante im November 2019, seit März 2020 wird sie verkauft.
Technisch bauen beide Varianten auf der C1XX-Plattform auf. Die Produktion der nordamerikanischen Version soll im Dezember 2025 eingestellt werden.

## Kontroverse mit den UAW und Donald Trump
Die Entscheidung den Blazer in Mexiko zu bauen, wurde unter anderem von den United Auto Workers kritisiert. Auf die Frage, warum der Blazer nicht im GM-Werk im amerikanischen Lordstown gefertigt werden würde, in dem die Produktion des Chevrolet Cruze 2019 auslief, antwortete Mary Barra, CEO von General Motors, dass eine Umrüstung des Werks zu teuer sei. Nachdem im November 2018 bekannt wurde, dass General Motors zwei Fahrzeugmontagewerke und zwei Getriebewerke in den Vereinigten Staaten im Jahr 2019 schließen werde, forderten die United Auto Workers ihre Mitglieder dazu auf, den Blazer zu boykottieren, da General Motors die Anzahl an Arbeitskräften in Mexiko verdoppelt hatte und in US-Werken weiterhin Zeitarbeiter einsetze, die entlassenen UAW-Arbeitern die Möglichkeit nehmen, eine neue Arbeit zu finden.
US-Präsident Donald Trump, der der Produktion US-amerikanischer Automobilhersteller im Ausland kritisch gegenübersteht, drohte 2018 das Nordamerikanische Freihandelsabkommen zu beenden, um Importzölle unter anderem für aus Mexiko eingeführte Fahrzeuge erheben zu können. Das Nachfolgeabkommen United States Mexico Canada Agreement, das dann doch im Dezember 2019 ratifiziert wurde, zwingt mexikanische Autofabriken zur Zahlung von Mindestlöhnen. Im Gegenzug ermöglichen die Vereinigten Staaten weiterhin Zollfreiheit für die in Mexiko produzierten Fahrzeuge.
Am 26. März 2019 wurden ein Chevrolet Blazer und ein Chevrolet Silverado als offizielle Fahrzeuge für die MLB Baseball-Saison 2019 auf dem Chevrolet-Brunnen im Comerica Park der Detroit Tigers platziert. Der Blazer wurde einige Tage später durch einen Chevrolet Traverse ersetzt, nachdem Autoarbeiter in den lokalen Medien darauf hingewiesen hatten, dass er in Mexiko hergestellt werde.

## Technische Daten
|                                            | 2.0 Turbo                  | 2.0 Turbo 4WD              | 2.5                        | 3.6                        | 3.6 4WD                    | 650T                       | 650T 4WD RS                |
| ------------------------------------------ | -------------------------- | -------------------------- | -------------------------- | -------------------------- | -------------------------- | -------------------------- | -------------------------- |
| Markt                                      | Nordamerika                | Nordamerika                | Nordamerika                | Nordamerika                | Nordamerika                | China                      | China                      |
| Bauzeitraum                                | seit 06/2019               | seit 06/2019               | 12/2018–11/2021            | seit 12/2018               | seit 12/2018               | seit 03/2020               | seit 03/2020               |
| Motorkenndaten                             |                            |                            |                            |                            |                            |                            |                            |
| Motorart                                   | Ottomotor                  | Ottomotor                  | Ottomotor                  | Ottomotor                  | Ottomotor                  | Ottomotor                  | Ottomotor                  |
| Motorbauart                                | R4                         | R4                         | R4                         | V6                         | V6                         | R4                         | R4                         |
| Hubraum                                    | 1998 cm³                   | 1998 cm³                   |                            | 3649 cm³                   | 3649 cm³                   | 1998 cm³                   | 1998 cm³                   |
| max. Leistung bei min−1                    | 172 kW (234 PS) / 5000     | 172 kW (234 PS) / 5000     | 144 kW (196 PS) / 6300     | 230 kW (313 PS) / 6600     | 230 kW (313 PS) / 6600     | 174 kW (237 PS) / 5000     | 174 kW (237 PS) / 5000     |
| max. Drehmoment bei min−1                  | 350 Nm / 1500–4000         | 350 Nm / 1500–4000         | 255 Nm / 4400              | 365 Nm / 5000              | 365 Nm / 5000              | 350 Nm / 1500–4000         | 350 Nm / 1500–4000         |
| Kraftübertragung                           |                            |                            |                            |                            |                            |                            |                            |
| Antrieb                                    | Vorderradantrieb           | Allradantrieb              | Vorderradantrieb           | Vorderradantrieb           | Allradantrieb              | Vorderradantrieb           | Allradantrieb              |
| Getriebe                                   | 9-Stufen-Automatikgetriebe | 9-Stufen-Automatikgetriebe | 9-Stufen-Automatikgetriebe | 9-Stufen-Automatikgetriebe | 9-Stufen-Automatikgetriebe | 9-Stufen-Automatikgetriebe | 9-Stufen-Automatikgetriebe |
| Messwerte                                  |                            |                            |                            |                            |                            |                            |                            |
| Höchstgeschwindigkeit                      | k. A.                      | 209 km/h                   | k. A.                      | k. A.                      | 209 km/h                   | 210 km/h                   | 210 km/h                   |
| Beschleunigung, 0–100 km/h                 | k. A.                      | 8,0 s (0–96 km/h)          | k. A.                      | k. A.                      | 6,8 s (0–96 km/h)          | 8,4–9,0 s                  | 8,9–9,4 s                  |
| Leergewicht                                | k. A.                      | 1938 kg                    | k. A.                      | k. A.                      | 1985 kg                    | 1880–1925 kg               | 1975–2035 kg               |
| Kraftstoffverbrauch auf 100 km, kombiniert | k. A.                      | k. A.                      | k. A.                      | k. A.                      | k. A.                      | 7,1–7,4 l Super            | 7,5–7,9 l Super            |
| Tankinhalt                                 | 73 l                       | 82 l                       | 73 l                       | 73 l                       | 82 l                       | 73 l                       | 82 l                       |
| Abgasnorm                                  | k. A.                      | k. A.                      | k. A.                      | k. A.                      | k. A.                      | China VI                   | China VI                   |